# Armas Taipale
Armas Rudolf Taipale (Helsinque, 27 de julho de 1890 — Turku, 8 de novembro de 1976) foi um atleta finlandês, campeão olímpico do lançamento de disco.
Armas participou dos Jogos Olímpicos de Estocolmo em 1912, ganhando duas medalhas de ouro, no lançamento de disco e no laçamento de disco com as duas mãos, uma modalidade existente apenas naqueles Jogos, com dois recordes olímpicos.
Após a Primeira Guerra Mundial, foi um dos poucos atletas dos Jogos anteriores que compareceu em Antuérpia 1920. Lá participou também do arremesso de peso, onde não conseguiu bons resultados e lançamento de disco, onde conquistou uma medalha de prata.
Emigrou para os Estados Unidos em 1923, e ainda voltou à Europa no ano seguinte, para participar dos Jogos Olímpicos de Paris, mas não conseguiu bons resultados.